# Raúl Landini
Raúl Athos Landini (14. juli 1909 i Buenos Aires – 29. september 1988) var en argentinsk bokser. Landini opnåede som amatør at vinde olympisk sølvmedalje ved de olympiske lege i 1928 i Amsterdam. Han blev professionel i 1929 og vandt i 1931 det argentinske professionelle mesterskab i weltervægt.

## Amatørkarriere og OL-deltagelse
Landini stillede op ved den olympiske bokseturnering i 1928 i vægtklassen weltervægt. Han nåede finalen, hvor han tabte til Ted Morgan fra New Zealand. I turneringen deltog i weltervægt 22 boksere fra 22 lande. Turneringen blev afviklet fra den 7. til den 11. august 1928.

## Professionel karriere
Efter OL blev Landini professionel og debuterede i november 1929. I sin syvende kamp vandt han det argentinske professionelle mesterskab i weltervægt. Han vandt sine første 14 kampe, heraf to, der blev bokset i Madison Square Garden og i Newark. I den 15. kamp boksede han den 1. maj 1932 på udenbane i Uruguay mod den tidligere sydamerikanske mester Juan Carlos Casala og tabte på point. I 1933 tabte han til chileneren Antonio Fernandez i Santiago og tabte også en returkamp året efter i Buenos Aires. Han boksede herefter alene i Argentina.
Som professionel opnåede Landini 52 kampe, hvoraf de 41 blev vundet (11 før tid), 7 tabt og 4 endte uafgjort.